# Dimalianella
Dimalianella is een geslacht van kevers uit de familie bladkevers (Chrysomelidae).
De wetenschappelijke naam van het geslacht werd in 1940 gepubliceerd door Laboissiere.

## Soorten
- Dimalianella africana (Laboissiere, 1926)
- Dimalianella kolleri (Laboissiere, 1926)
- Dimalianella megalophtalma (Laboissiere, 1926)
- Dimalianella rugicollis (Laboissiere, 1929)
- Dimalianella rugulipennis (Laboissiere, 1926)
- Dimalianella testacea (Laboissiere, 1926)
- Dimalianella violaceipennis (Laboissiere, 1940)